# Бояркино (Ульяновская область)
Бояркино — село в Инзенском районе Ульяновской области. Входит в Черёмушкинское сельское поселение. Расположено на левом берегу реки Инза.

## История
Селение основано и заселено мордвой и русскими в последней четверти XVII века.
По приданию первопоселенец Семён Боярка, получивший жалованную грамоту от царя Петра I (по другим данным в 1633 г.).
Позже в центре села была отстроена деревянная церковь.
До 1929 года село Бояркино входило в состав Городищенского уезда, Пензенской губернии, затем в Инзенском районе Ульяновской области.
В 1773 году через село прошёл один из отрядов Емельяна Пугачёва.
В 1826 году село полностью сгорело, включая церковь.
В 1848 году в селе выстроили каменную двухпрестольную церковь. Как писали современники: «…она имела вид корабля с двумя рядами окон».
С середины XIX века в Бояркине начали устраивать два раза в год ярмарки. В последней четверти этого же века в селе находилось несколько маслобоен, воскобоен, кузниц, работала водяная мельница.
В 1869—1882 годах при бояркинской церкви находилась церковно-приходская школа.
В селе Бояркино бывал русский писатель Сергей Тимофеевич Аксаков, в котором жил его дядя известный по «Семейной хронике» как «Евсеич», останавливавшийся у своего младшего брата Николая, живший в соседнем селе Репьёвка.
В 1930 году в селе был создан колхоз. В 1950 году создан колхоз им. Лысенко. Решением Инзенского райисполкома от 29 сентября 1957 года № 28 колхоз стал именоваться колхоз «40 лет Октября». Решением Инзенского райисполкома от 15 марта 1960 года колхоз передан в совхоз «Панциревский».

## Население
| 2010 |
| ---- |
| 242  |

## Известные уроженцы, жители
- В селе родился Павел Емельянович Волков — один из организаторов восстания сапёрных батальонов в Ташкенте в 1912 году, приговорённый за это к смертной казни[5].

- Здесь в 1923 году родился воин 169 минометного полка младший сержант Гладков Пётр Алексеевич. Он был разведчиком-наблюдателем минометной батареи. Разведчики были далеко от своей батареи, зачастую даже впереди поддерживаемой пехоты. В этом была жестокая необходимость — вести разведку огневых позиций врага и самое главное — корректировать очередные выстрелы своей минометной батареи. Петр Алексеевич 24 марта 1945 г. корректируя огонь батареи, погиб. Похоронен воин в нас. п. Баркоч (Варкау[6]) Вроцлавского воеводства. В Бояркино проживала мама Петра Гладкова — Ефросинья Ивановна[источник не указан 3400 дней].

## Достопримечательности
- Погибшим в годы Великой Отечественной войны землякам, в селе Бояркино был установлен памятник в 1980 году[7].